# Jim Cleamons
James Mitchell "Jim" Cleamons (Lincolnton, Carolina del Norte, 13 de septiembre de 1949) es un exjugador de baloncesto estadounidense que jugó durante nueve temporadas en la NBA. Con 1,90 metros de altura, lo hacía en la posición de base. Después de retirarse se convirtió en entrenador, llegando a dirigir durante temporada y media a los Dallas Mavericks.

## Trayectoria deportiva

### Universidad
Jugó durante tres temporadas con los Buckeyes de la Universidad de Ohio State, en las que promedió 18,5 puntos y 7,3 rebotes por partido. Fue elegido como Jugador del Año de la Big Ten Conference en 1971.

### Profesional
Fue elegido en la decimotercera posición del Draft de la NBA de 1971 por Los Angeles Lakers, donde se dedicó a dar minutos de descanso al base titular, Gail Goodrich, aportando sólo 2,6 puntos y 1 rebote por partido, pero que le valieron para ganar su único anillo de Campeón de la NBA. Al año siguiente fue traspasado a Cleveland Cavaliers a cambio de una futura ronda del draft. En los Cavs su situación no cambió inicialmente, jugando como suplente las dos primeras temporadas a la sombra de Austin Carr, pero a partir de la temporada 1974-75 se hizo con el puesto de titular, jugando su mejor temporada al año siguiente, en la que promedió 12,2 puntos, 5,2 asistencias, 4,3 rebotes y 1,5 robos de balón, que le supusieron el ser incluido en el segundo mejor quinteto defensivo de la NBA.
En la temporada 1977-78 se convirtió en agente libre, fichando por New York Knicks, quienes enviaron a los Cavs en compensación al veterano Walt Frazier. Allí jugó dos temporadas y media, para ser posteriormente traspasado a Washington Bullets, donde terminó su carrera profesional. En sus 9 temporadas en la liga promedió 8,3 puntos y 3,9 asistencias por encuentro.

### Entrenador
Tras retirarse del baloncesto como jugador, ejerció como entrenador. Comenzó como asistente en Furman y en su alma mater, Ohio State, para en 1987 ser contratado como entrenador principal de la Universidad de Youngstown State. En 1989, Phil Jackson se lo llevó como asistente a Chicago Bulls, con el que permaneció hasta que en la temporada 1996-97 fuese contratado como entrenador jefe de los Dallas Mavericks, puesto que ocupó durante año y medio. Tras esa experiencia regresó con Jackson, ya en Los Angeles Lakers, donde permaneció 5 temporadas, para posteriormente estar dos años en el mismo puesto en Charlotte Hornets, para regresar de nuevo en 2006 a la disciplina de los Lakers.

#### Estadísticas
| Temporada | Equipo | Temporada regular | Temporada regular | Temporada regular | Playoffs de la NBA | Playoffs de la NBA | Playoffs de la NBA |
| Temporada | Equipo | G                 | P                 | %                 | G                  | P                  | %                  |
| --------- | ------ | ----------------- | ----------------- | ----------------- | ------------------ | ------------------ | ------------------ |
| 1996-97   | Dallas | 24                | 58                | .293              |                    |                    |                    |
| 1997-98   | Dallas | 4                 | 12                | .250              |                    |                    |                    |
| TOTAL     |        | 28                | 70                | .286              |                    |                    |                    |

## Estadísticas de su carrera en la NBA

### Temporada regular
| Temporada | Edad | Equipo              | Liga | P   | TIT | MIN  | TC  | TCA  | %TC  | 3P  | 3PA | %3P  | TL  | TLA | %TL  | R.OF. | R.DEF. | REB | ASIS | ROB | TAP | PER | FP  | PTS  |
| 1971-72   | 22   | Los Angeles Lakers  | NBA  | 38  |     | 5.3  | 0.9 | 2.6  | .350 |     |     |      | 0.7 | 0.9 | .778 |       |        | 1.0 | 0.9  |     |     |     | 0.6 | 2.6  |
| 1972-73   | 23   | Cleveland Cavaliers | NBA  | 80  |     | 17.4 | 2.4 | 5.3  | .454 |     |     |      | 0.9 | 1.3 | .743 |       |        | 2.1 | 2.6  |     |     |     | 1.4 | 5.7  |
| 1973-74   | 24   | Cleveland Cavaliers | NBA  | 81  |     | 20.3 | 2.9 | 6.7  | .433 |     |     |      | 1.1 | 1.6 | .699 | 0.8   | 2.1    | 2.8 | 2.8  | 0.8 | 0.2 |     | 1.9 | 7.0  |
| 1974-75   | 25   | Cleveland Cavaliers | NBA  | 74  |     | 36.4 | 5.0 | 10.4 | .480 |     |     |      | 1.9 | 2.4 | .796 | 1.3   | 3.1    | 4.4 | 5.1  | 1.1 | 0.3 |     | 2.6 | 11.9 |
| 1975-76   | 26   | Cleveland Cavaliers | NBA  | 82  |     | 34.6 | 5.0 | 10.8 | .466 |     |     |      | 2.1 | 2.7 | .798 | 1.5   | 2.8    | 4.3 | 5.2  | 1.5 | 0.2 |     | 2.6 | 12.2 |
| 1976-77   | 27   | Cleveland Cavaliers | NBA  | 60  |     | 34.1 | 4.3 | 9.9  | .434 |     |     |      | 1.9 | 2.5 | .757 | 1.7   | 2.9    | 4.6 | 5.1  | 1.1 | 0.4 |     | 2.1 | 10.4 |
| 1977-78   | 28   | New York Knicks     | NBA  | 79  |     | 25.4 | 2.7 | 5.7  | .480 |     |     |      | 1.0 | 1.3 | .786 | 0.9   | 1.8    | 2.7 | 3.6  | 0.9 | 0.2 | 1.4 | 1.8 | 6.5  |
| 1978-79   | 29   | New York Knicks     | NBA  | 79  |     | 30.3 | 3.9 | 8.3  | .473 |     |     |      | 1.6 | 2.2 | .760 | 0.8   | 2.0    | 2.8 | 4.8  | 0.9 | 0.1 | 1.8 | 1.9 | 9.5  |
| 1979-80   | 30   | TOTAL               | NBA  | 79  |     | 22.6 | 2.7 | 5.7  | .476 | 0.1 | 0.4 | .226 | 1.1 | 1.4 | .743 | 0.7   | 1.3    | 1.9 | 3.6  | 0.7 | 0.1 | 1.4 | 1.7 | 6.6  |
| 1979-80   | 30   | New York Knicks     | NBA  | 22  |     | 11.5 | 1.4 | 3.1  | .435 | 0.1 | 0.4 | .375 | 0.5 | 0.7 | .800 | 0.5   | 0.4    | 0.9 | 1.8  | 0.6 | 0.1 | 0.8 | 0.6 | 3.4  |
| 1979-80   | 30   | Washington Bullets  | NBA  | 57  |     | 26.9 | 3.2 | 6.7  | .483 | 0.1 | 0.4 | .174 | 1.3 | 1.7 | .735 | 0.8   | 1.6    | 2.3 | 4.4  | 0.8 | 0.2 | 1.6 | 2.1 | 7.8  |
| Total     |      |                     | NBA  | 652 |     | 26.1 | 3.4 | 7.5  | .460 | 0.1 | 0.4 | .226 | 1.4 | 1.8 | .765 | 1.1   | 2.3    | 3.0 | 3.9  | 1.0 | 0.2 | 1.5 | 1.9 | 8.3  |

### Playoffs
| Temporada | Edad | Equipo              | Liga | P  | MIN | TCA | TC  | 3PA | 3P | TLA | TL | R.OF. | REB | ASIS | ROB | TAP | PER | FP | PTS | %TC  | %FT   | MIN  | PTS  | REB | AST |
| 1971-72   | 22   | Los Angeles Lakers  | NBA  | 6  | 17  | 4   | 7   |     |    | 0   | 0  |       | 4   | 4    |     |     |     | 3  | 8   | .571 |       | 2.8  | 1.3  | 0.7 | 0.7 |
| 1975-76   | 26   | Cleveland Cavaliers | NBA  | 13 | 503 | 73  | 184 |     |    | 33  | 40 | 23    | 71  | 61   | 8   | 3   |     | 34 | 179 | .397 | .825  | 38.7 | 13.8 | 5.5 | 4.7 |
| 1977-78   | 28   | New York Knicks     | NBA  | 6  | 127 | 14  | 36  |     |    | 6   | 6  | 5     | 13  | 23   | 3   | 0   | 8   | 13 | 34  | .389 | 1.000 | 21.2 | 5.7  | 2.2 | 3.8 |
| 1979-80   | 30   | Washington Bullets  | NBA  | 2  | 20  | 0   | 3   | 0   | 0  | 0   | 0  | 0     | 1   | 1    | 1   | 0   | 1   | 0  | 0   | .000 |       | 10.0 | 0.0  | 0.5 | 0.5 |
| Total     |      |                     | NBA  | 27 | 667 | 91  | 230 | 0   | 0  | 39  | 46 | 28    | 89  | 89   | 12  | 3   | 9   | 50 | 221 | .396 | .848  | 24.7 | 8.2  | 3.3 | 3.3 |